# Peter Settelen
Peter Settelen (* 23. September 1951 in London, England) ist ein britischer Schauspieler und Sprachtrainer.

## Leben
Settelen wurde in London geboren. Er arbeitete als Schauspieler, bevor er Sprachtrainer wurde. Bekanntheit erlangte er durch eine prominente Person seiner Klientel, Diana, Princess of Wales.

### Sprachtrainer von Diana, Princess of Wales
Er wurde von September 1992 bis Dezember 1993 engagiert, um Diana dabei zu helfen ihre Stimme für das öffentliche Reden zu finden. Er war Diana durch ihre persönliche Fitnesstrainerin Carolan Brown vorgestellt worden. Settelen filmte Diana, als sie unter anderem über ihr Privatleben sprach. Etwa 20 Videobänder sollen so entstanden sein, die er allesamt Diana zu ihrem eigenen Gebrauch überließ.
Den letzten Kontakt zu Diana hatte er im März 1994.

### Wiedererlangung der Videobänder
Nach Dianas Unfalltod forderte Settelen die Herausgabe der Videobänder. Er erhielt einen Brief von Dianas Privatsekretär Michael Gibbins, datiert auf den  20. Oktober 1997, der ihn darüber informierte, dass Dianas Butler Paul Burrell sie nicht aufspüren konnte. 
Doch 2001 wurden dann bei einer Hausdurchsuchung bei Paul Burrell unter anderem sechs dieser Videobänder von der Metropolitan Police beschlagnahmt. 
Am 23. März 2001 gab Settelen gegenüber der Polizeibehörde eine Sachverhaltsdarstellung ab. Es folgte ein jahrelanges Tauziehen um die Herausgabe der Videobänder. Nach einem Gerichtsbeschluss im September 2004 wurden sie schließlich an ihn zurückgegeben.

### Veröffentlichung der Privataufnahmen
Ausschnitte der Videobänder wurden Ende 2004 erstmals vom US-amerikanischen Fernsehsender NBC im Rahmen der Sendereihe Dateline in der zweiteiligen Sendung Princess Diana: Secret Video Tapes gezeigt. Weil Diana auf einer Aufnahme vage Zweifel geäußert hatte, dass der Tod ihres früheren Leibwächters Barry Mannakee ein Unfall war, sah sich die Operation Paget dazu veranlasst, alle sechs Videobänder zu sichten, und eine neuerliche gründliche Überprüfung dieses Verkehrsunfalls durchzuführen. NBC stellte noch die Dokumentation Diana Revealed: The Princess No One Knew zusammen, die im Februar 2006 auf DVD veröffentlicht wurde. Im August 2017 wurden Ausschnitte auf dem britischen Sender Channel 4 in der Sendung Diana: In Her Own Words gezeigt.

## Filmografie
- 1975: Coronation Street (Fernsehserie, 1 Folge)
- 1975: Thriller (Fernsehserie, 1 Folge)
- 1977: Die Brücke von Arnheim (A Bridge Too Far)
- 1980: Pride and Prejudice
- 1989: Agatha Christie’s Poirot (Fernsehserie, 1 Folge: Urlaub auf Rhodos)
- 2006: Diana Revealed: The Princess No One Knew

## Werke
- 1995: Just Talk to Me... From Private Voice to Public Speaker (ISBN 9780722530054)
- 2011: Letting Go and Imaginations from Just Talk to Me... (Digital Audio)